# Polimestor

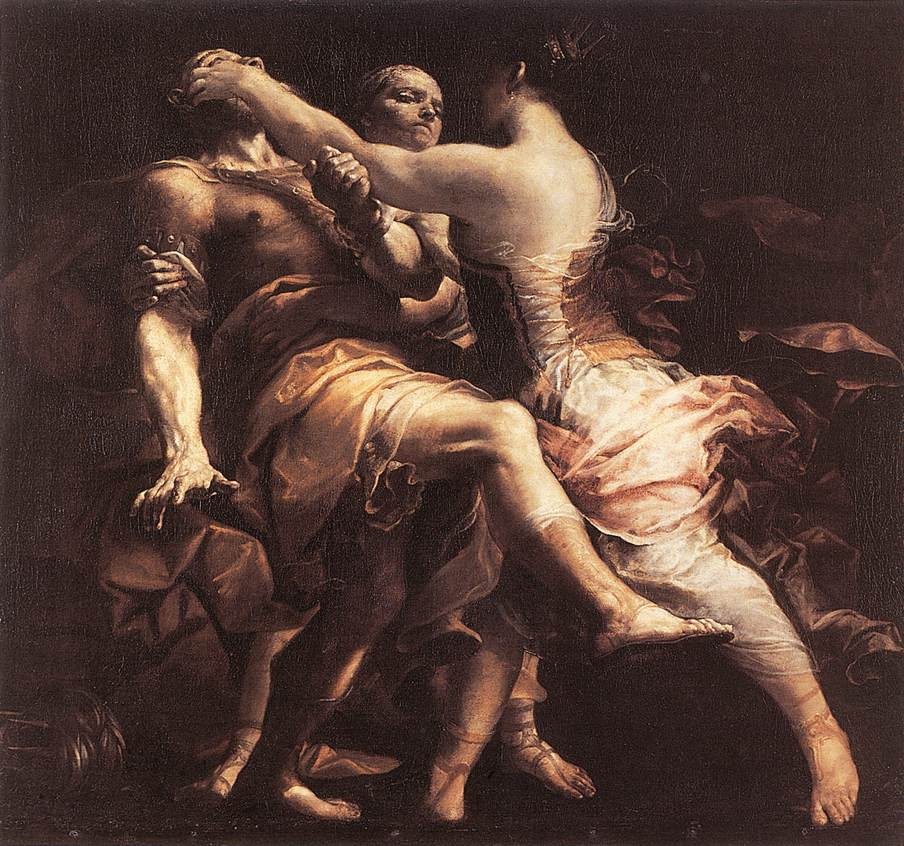
Hekabe oślepiająca Polimestora, obraz Giuseppe Marii Crespiego

Polimestor – postać z mitologii greckiej, król Bistonów mieszkających na Chersonezie Trackim.
Był mężem Ilione, córki Priama. Kiedy wybuchła wojna trojańska, władca Troi oddał zięciowi w pieczę swojego najmłodszego syna Polidora oraz skarb Troi. Gdy tylko zmagania wojenne zakończyły się, pałający żądzą przejęcia powierzonych mu bogactw Polimestor podstępnie zamordował chłopca. Zbrodnia nie pozostała jednak bezkarna, bowiem morze wyrzuciło ciało na brzegi Troady, gdzie znalazła je Hekabe. Pod fałszywym pretekstem wezwała wówczas Polimestora i wyłupiła mu oczy (bądź pozbawiła życia). Istniały także inne wersje mitu, według których zamiast Polidora Polimestor omyłkowo zabił swojego własnego syna Deipylosa, po czym zginął z ręki Ilione.
Postać Polimestora nie jest wzmiankowana w Iliadzie Homera, a Polidor ginie tam z ręki Achillesa, w związku z czym podejrzewa się, że został on wprowadzony do mitu przez późniejszych twórców. Polimestor pojawia się w tragediach Eurypidesa Trojanki i Hekabe, wspomina go także Wergiliusz w Eneidzie.